# Kanada na Zimowych Igrzyskach Olimpijskich 2010

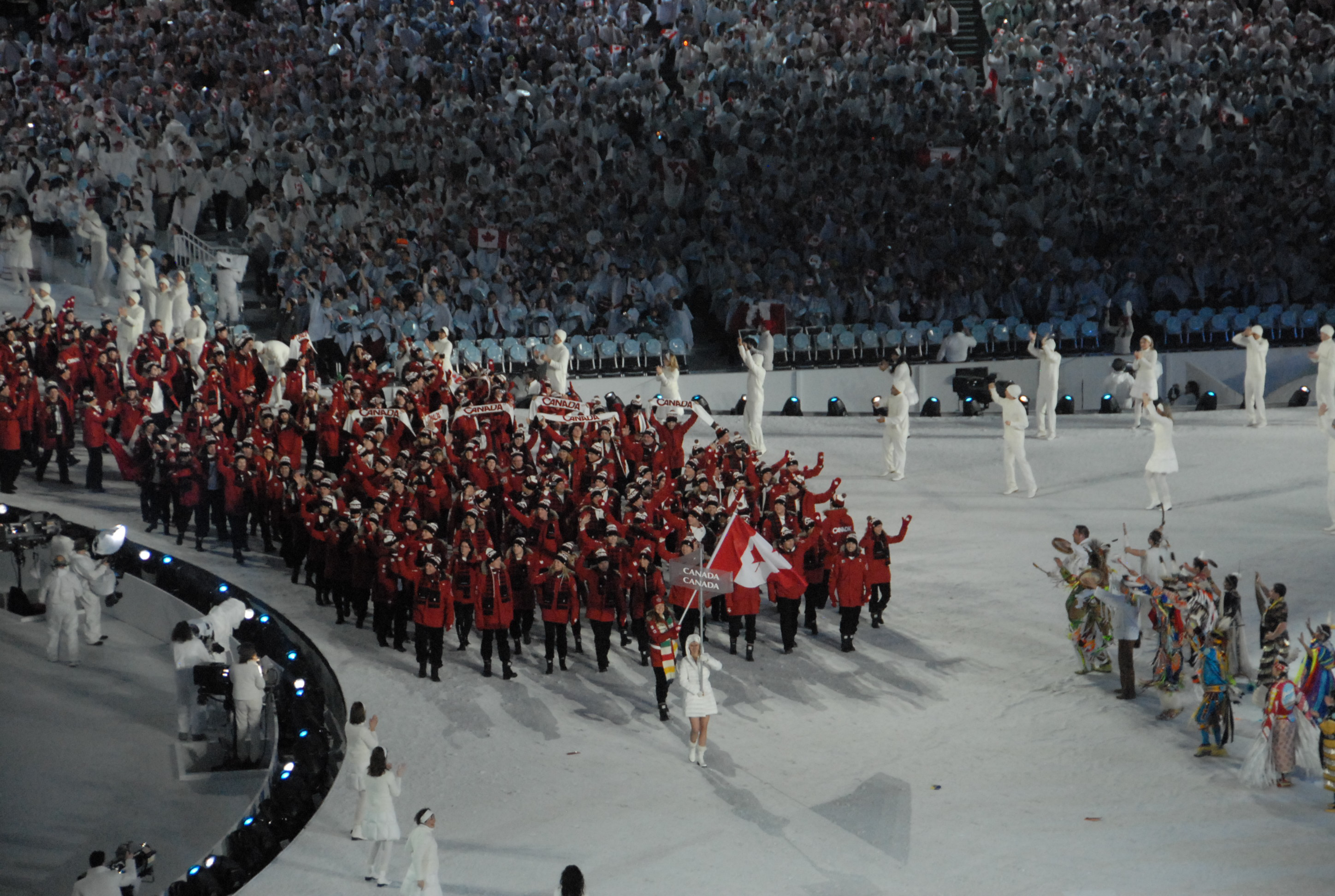
Reprezentacja Kanady podczas uroczystości otwarcia igrzysk

Kanadę na Zimowych Igrzyskach Olimpijskich 2010 reprezentowało dwustu sześciu zawodników. Był to dwudziesty pierwszy start Kanady na zimowych igrzyskach olimpijskich. Reprezentacja Kanady, po zdobyciu 14 złotych medali, pobiła rekord liczby złotych medali na zimowych igrzyskach olimpijskich.

## Zdobyte medale
| Medal  | Zawodnik | Dyscyplina sportowa  | Konkurencja                |
| ------ | --- | -------------------- | -------------------------- |
| Złoto  | Alexandre Bilodeau | Narciarstwo dowolne  | Jazda po muldach mężczyzn  |
| Złoto  | Maëlle Ricker | Snowboarding         | Snowboardcross kobiet      |
| Złoto  | Christine Nesbitt | Łyżwiarstwo szybkie  | 1000 m kobiet              |
| Złoto  | Jon Montgomery | Skeleton             | Jedynki mężczyzn           |
| Złoto  | Scott Moir Tessa Virtue | Łyżwiarstwo figurowe | Pary taneczne              |
| Złoto  | Ashleigh McIvor | Narciarstwo dowolne  | Ski cross kobiet           |
| Złoto  | Kaillie Humphries Heather Moyse | Bobsleje             | Dwójki mężczyzn            |
| Złoto  | Meghan Agosta Gillian Apps Tessa Bonhomme Jennifer Botterill Jayna Hefford Haley Irwin Rebecca Johnston Becky Kellar Gina Kingsbury Charlie Labonté Carla MacLeod Meaghan Mikkelson Caroline Ouellette Cherie Piper Marie-Philip Poulin Colleen Sostorics Kim St-Pierre Shannon Szabados Sarah Vaillancourt Catherine Ward Hayley Wickenheiser | Hokej na lodzie      | Kobiety                    |
| Złoto  | Charles Hamelin | Short track          | 500 m mężczyzn             |
| Złoto  | Guillaume Bastille Charles Hamelin François Hamelin Olivier Jean François-Louis Tremblay | Short track          | Sztafeta mężczyzn          |
| Złoto  | Mathieu Giroux Lucas Makowsky Denny Morrison | Łyżwiarstwo szybkie  | Sztafeta mężczyzn          |
| Złoto  | Jasey-Jay Anderson | Snowboarding         | Gigant równoległy mężczyzn |
| Złoto  | Adam Enright Ben Hebert Marc Kennedy Kevin Martin John Morris | Curling              | Mężczyźni                  |
| Złoto  | Patrice Bergeron Dan Boyle Martin Brodeur Sidney Crosby Drew Doughty Ryan Getzlaf Dany Heatley Jarome Iginla Duncan Keith Roberto Luongo Patrick Marleau Brenden Morrow Rick Nash Scott Niedermayer Corey Perry Chris Pronger Mike Richards Brent Seabrook Eric Staal Joe Thornton Jonathan Toews Shea Weber                                   | Hokej na lodzie      | Mężczyźni                  |
| Srebro | Jennifer Heil | Narciarstwo dowolne  | Jazda po muldach kobiet    |
| Srebro | Mike Robertson | Snowboarding         | Snowboardcross kobiet      |
| Srebro | Marianne St-Gelais | Short track          | 500 m mężczyzn             |
| Srebro | Kristina Groves | Łyżwiarstwo szybkie  | 1500 m kobiet              |
| Srebro | Jessica Gregg Kalyna Roberge Marianne St-Gelais Tania Vicent | Short track          | Sztafeta mężczyzn          |
| Srebro | Shelley-Ann Brown Helen Upperton | Bobsleje             | Dwójki kobiet              |
| Srebro | Cori Bartel Cheryl Bernard Carolyn Darbyshire Kristie Moore Susan O’Connor | Curling              | Kobiety                    |
| Brąz   | Kristina Groves | Łyżwiarstwo szybkie  | 3000 m kobiet              |
| Brąz   | Clara Hughes | Łyżwiarstwo szybkie  | 5000 m kobiet              |
| Brąz   | Joannie Rochette | Łyżwiarstwo figurowe | Solistki                   |
| Brąz   | François-Louis Tremblay | Short track          | 500 m mężczyzn             |
| Brąz   | David Bissett Lascelles Brown Chris le Bihan Lyndon Rush | Bobsleje             | Czwórki kobiet             |

## Wyniki reprezentantów Kanady

### Biathlon
Kobiety
| Zawodnik                                             | Konkurencja         | czas biegu | Kary | Pozycja | Źródło |
| ---------------------------------------------------- | ------------------- | ---------- | ---- | ------- | ------ |
| Rosanna Crawford                                     | Sprint kobiet       | 23:04,6    | 0    | 71.     | [ 1 ]  |
| Megan Tandy                                          | Sprint kobiet       | 22:07,7    | 0    | 45.     | [ 1 ]  |
| Zina Kocher                                          | Sprint kobiet       | 22:35,8    | 3    | 64.     | [ 1 ]  |
| Megan Imrie                                          | Sprint kobiet       | 23:17,0    | 3    | 75.     | [ 1 ]  |
| Megan Tandy                                          | Bieg pościgowy      | 34:02,2    | 1    | 35.     | [ 2 ]  |
| Megan Tandy                                          | Bieg indywidualny   | 46:04,3    | 3    | 49.     | [ 3 ]  |
| Megan Imrie                                          | Bieg indywidualny   | 47:05,8    | 4    | 61.     | [ 3 ]  |
| Zina Kocher                                          | Bieg indywidualny   | 48:19,3    | 6    | 71.     | [ 3 ]  |
| Rosanna Crawford                                     | Bieg indywidualny   | 49:22,1    | 4    | 74.     | [ 3 ]  |
| Megan Imrie Zina Kocher Rosanna Crawford Megan Tandy | Sztafeta 4 × 7,5 km | 1:14:25,5  | 1    | 14.     | [ 4 ]  |

Mężczyźni
| Zawodnik                                                            | Konkurencja         | czas biegu | Kary | Pozycja | Źródło |
| ------------------------------------------------------------------- | ------------------- | ---------- | ---- | ------- | ------ |
| Jean-Philippe Leguellec                                             | Sprint mężczyzn     | 24:57,62   | 1    | 6.      | [ 5 ]  |
| Jean-Philippe Leguellec                                             | Bieg pościgowy      | 34:51,9    | 2    | 11.     | [ 6 ]  |
| Jean-Philippe Leguellec                                             | Bieg indywidualny   | 50:47,1    | 2    | 13.     | [ 7 ]  |
| Jean-Philippe Leguellec                                             | Bieg masowy         | 39:18,5    | 7    | 30.     | [ 8 ]  |
| Robin Clegg Marc-André Bédard Brendan Green Jean-Philippe Leguellec | Sztafeta 4 × 7,5 km | 1:24:50,7  | 0    | 10.     | [ 9 ]  |

### Biegi narciarskie
Kobiety
| Zawodniczka                                                       | Konkurencja       | Wynik     | Pozycja | Źródło |        |
| ----------------------------------------------------------------- | ----------------- | --------- | ------- | ------ | ------ |
| Madeleine Williams                                                | Bieg na 10 km     | 27:43,6   | 50.     | Źródło | [ 10 ] |
| Daria Gaiazova                                                    | sprint            | 3:44,4    | 22.     | [ 11 ] |        |
| Chandra Crawford                                                  | sprint            | 3:50,0    | 26.     | [ 11 ] |        |
| Sara Renner                                                       | sprint            | 3:51,79   | 34.     | [ 11 ] |        |
| Perianne Jones                                                    | sprint            | 3:54,27   | 41.     | [ 11 ] |        |
| Sara Renner                                                       | bieg łączony      | 41:37,9   | 10.     | [ 12 ] |        |
| Madeleine Williams                                                | bieg łączony      | 44:11,2   | 40.     | [ 12 ] |        |
| Daria Gaiazova                                                    | bieg łączony      | 44:35,9   | 46.     | [ 12 ] |        |
| Perianne Jones                                                    | bieg łączony      | 45:48,7   | 56.     | [ 12 ] |        |
| Daria Gaiazova Sara Renner                                        | sprint drużynowy  | 18:51,8   | 7.      | [ 13 ] |        |
| Daria Gaiazova Perianne Jones Chandra Crawford Madeleine Williams | sztafeta 4 × 5 km | 1:00:05,0 | 15.     | [ 14 ] |        |
| Sara Renner                                                       | bieg masowy       | 1:34:04,2 | 15.     | [ 15 ] |        |
| Madeleine Williams                                                | bieg masowy       | 1:42:33,7 | 45.     | [ 15 ] |        |

Mężczyźni
| Zawodnik                                           | Konkurencja          | Wynik     | Pozycja | Źródło |        |
| -------------------------------------------------- | -------------------- | --------- | ------- | ------ | ------ |
| Ivan Babikov                                       | Bieg na 15 km        | 34:30,0   | 8.      | Źródło | [ 16 ] |
| Alex Harvey                                        | Bieg na 15 km        | 34:55,6   | 21.     |        | [ 16 ] |
| George Grey                                        | Bieg na 15 km        | 35:13,0   | 29.     |        | [ 16 ] |
| Gordon Jewett                                      | Bieg na 15 km        | 36:17,9   | 52.     |        | [ 16 ] |
| Stefan Kuhn                                        | sprint               | 3:38,35   | 15.     | [ 17 ] |        |
| Devon Kershaw                                      | sprint               | 3:40,50   | 24.     | [ 17 ] |        |
| Drew Goldsack                                      | sprint               | 3:44,28   | 40.     | [ 17 ] |        |
| Brent McMurtry                                     | sprint               | 3:45,02   | 41.     | [ 17 ] |        |
| Ivan Babikov                                       | bieg łączony         | 1:15:15,4 | 5.      | [ 18 ] |        |
| George Grey                                        | bieg łączony         | 1:15:32,0 | 8.      | [ 18 ] |        |
| Alex Harvey                                        | bieg łączony         | 1:15:43,0 | 9.      | [ 18 ] |        |
| Devon Kershaw                                      | bieg łączony         | 1:16:23,6 | 16.     | [ 18 ] |        |
| Devon Kershaw Alex Harvey                          | Sprint drużynowy     | 19:07,3   | 4.      | [ 19 ] |        |
| Devon Kershaw Alex Harvey Ivan Babikov George Grey | sztafeta 4 × 10 km   | 1:47:03,2 | 7.      | [ 20 ] |        |
| Devon Kershaw                                      | bieg masowy na 50 km | 2:05:37,1 | 5.      | [ 21 ] |        |
| George Grey                                        | bieg masowy na 50 km | 2:06:18,1 | 18.     | [ 21 ] |        |
| Alex Harvey                                        | bieg masowy na 50 km | 2:10:49,9 | 32.     | [ 21 ] |        |
| Ivan Babikov                                       | bieg masowy na 50 km | 2:10:50,2 | 33.     | [ 21 ] |        |

### Bobsleje
| Osada | Zawodnicy                                                      | Konkurencja   | Ślizg 1 | Ślizg 2 | Ślizg 3 | Ślizg 4 | Łącznie | Pozycja | Źródło |
| ----- | -------------------------------------------------------------- | ------------- | ------- | ------- | ------- | ------- | ------- | ------- | ------ |
| CAN-2 | Pierre Lueders Jesse Lumsden                                   | Dwójki        | 51,94   | 52,12   | 51,87   | 51,94   | 3:27,87 | 5.      | [ 22 ] |
| CAN-1 | Lyndon Rush Lascelles Oneil Brown David Bissett                | Dwójki        | 51,67   | 54,70   | 51,93   | 52,16   | 3:30,46 | 15.     | [ 22 ] |
| CAN-1 | Lyndon Rush David Bissett Lascelles Oneil Brown Chris le Bihan | Czwórki       | 51,12   | 51,03   | 51,24   | 51,46   | 3:24,85 | brąz    | [ 23 ] |
| CAN-2 | Pierre Lueders Justin Kripps Neville Wright Jesse Lumsden      | Czwórki       | 51,27   | 51,29   | 51,50   | 51,54   | 3:25,60 | 5.      | [ 23 ] |
| CAN-1 | Kaillie Humphries Heather Moyse                                | Dwójki kobiet | 53,19   | 53,01   | 52,85   | 53,23   | 3:32,28 | złoto   | [ 24 ] |
| CAN-2 | Helen Upperton Shelley-Ann Brown                               | Dwójki kobiet | 53,50   | 53,12   | 53,34   | 53,17   | 3:33,13 | srebro  | [ 24 ] |

### Kombinacja norweska
| Zawodnik       | Konkurencja       | Skoki narciarskie | Skoki narciarskie | Skoki narciarskie | Bieg narciarski | Bieg narciarski | Strata   | Pozycja | Źródła        |
| Zawodnik       | Konkurencja       | Skok 1            | Nota              | Pozycja           | Czas biegu      | Pozycja         | Strata   | Pozycja | Źródła        |
| -------------- | ----------------- | ----------------- | ----------------- | ----------------- | --------------- | --------------- | -------- | ------- | ------------- |
| Jason Myslicki | skocznia normalna | 87,0              | 93,0              | 43.               | 27:20,7         | 40.             | + 4:23,6 | 45.     | [ 25 ] [ 26 ] |
| Jason Myslicki | Skocznia duża     | 99,5              | 69,3              | 42.               | 27:02,4         | 40.             | + 5:20,5 | 44.     | [ 27 ] [ 28 ] |

### Curling

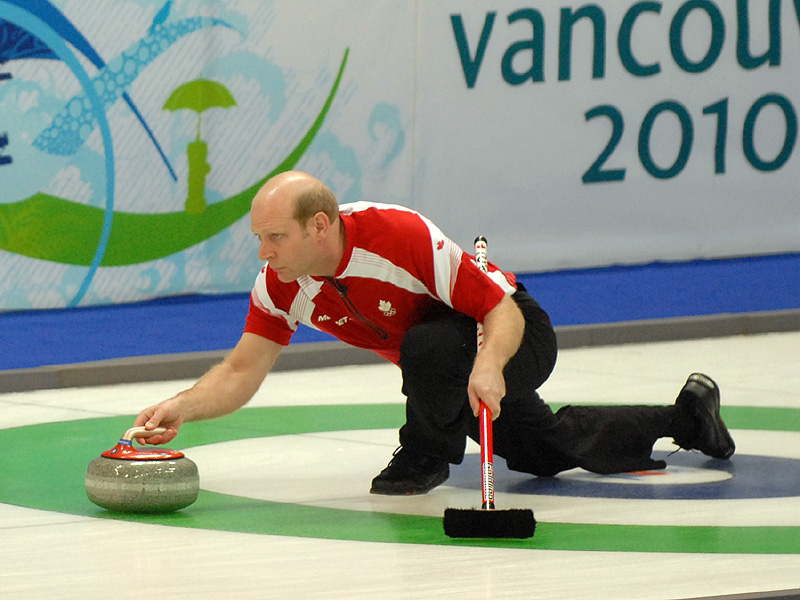
Kevin Martin - skip reprezentacji Kanady

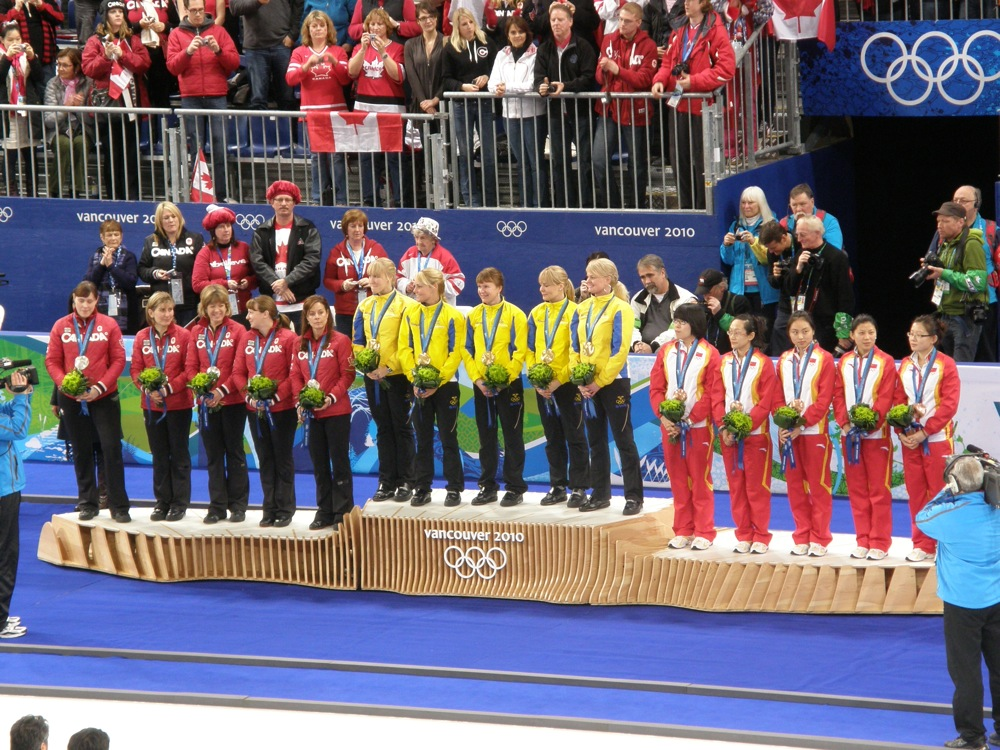
Kanadyjki na podium turnieju w curlingu

| Drużyna                                                                 | Konkurencja | Faza grupowa     | Faza grupowa     | Faza grupowa     | Faza grupowa     | Faza grupowa            | Faza grupowa          | Faza grupowa     | Faza grupowa            | Faza grupowa     | Faza grupowa | Tie-breaker      | Półfinały        | Finał/3.miejsce  | Pozycja | Źródło |
| Drużyna                                                                 | Konkurencja | Przeciwnik Wynik | Przeciwnik Wynik | Przeciwnik Wynik | Przeciwnik Wynik | Przeciwnik Wynik        | Przeciwnik Wynik      | Przeciwnik Wynik | Przeciwnik Wynik        | Przeciwnik Wynik | Pozycja      | Przeciwnik Wynik | Przeciwnik Wynik | Przeciwnik Wynik | Pozycja | Źródło |
| ----------------------------------------------------------------------- | ----------- | ---------------- | ---------------- | ---------------- | ---------------- | ----------------------- | --------------------- | ---------------- | ----------------------- | ---------------- | ------------ | ---------------- | ---------------- | ---------------- | ------- | ------ |
| Kevin Martin Adam Enright John Morris Ben Hebert Marc Kennedy           | mężczyźni   | Norwegia · 7:6   | Niemcy · 9:4     | Szwecja · 7:3    | Francja · 12:5   | Dania · 10:3            | Wielka Brytania · 7:6 | Szwajcaria · 6:4 | Stany Zjednoczone · 7:2 | Chiny · 10:3     | 1.           | N/A              | Szwecja · 6:3    | Norwegia · 6:3   | złoto   | [ 29 ] |
| Kristie Moore Susan O’Connor Carolyn McRorie Cori Morris Cheryl Bernard | kobiety     | Szwajcaria · 5:4 | Japonia · 7:5    | Niemcy · 6:5     | Dania · 5:4      | Stany Zjednoczone · 9:2 | Chiny · 5:6           | Szwecja · 6:2    | Wielka Brytania · 6:5   | Rosja · 7:3      | 1.           | N/A              | Szwajcaria · 6:5 | Szwecja · 6:7    | srebro  | [ 30 ] |

### Hokej na lodzie
Kobiety
- Meghan Agosta, Gillian Apps, Tessa Bonhomme, Jennifer Botterill, Jayna Hefford, Haley Irwin, Rebecca Johnston, Becky Kellar, Gina Kingsbury, Charlie Labonté, Carla MacLeod, Meaghan Mikkelson, Caroline Ouellette, Cherie Piper, Marie-Philip Poulin, Colleen Sostorics, Kim St-Pierre, Shannon Szabados, Sarah Vaillancourt, Catherine Ward, Hayley Wickenheiser

| Drużyna | Konkurencja | Faza grupowa     | Faza grupowa     | Faza grupowa     | Faza grupowa | Runda kwalifikacyjna | Ćwierćfinały     | Półfinały        | Finał                 | Pozycja | Źródło |
| Drużyna | Konkurencja | Przeciwnik Wynik | Przeciwnik Wynik | Przeciwnik Wynik | Pozycja      | Przeciwnik Wynik     | Przeciwnik Wynik | Przeciwnik Wynik | Przeciwnik Wynik      | Pozycja | Źródło |
| ------- | ----------- | ---------------- | ---------------- | ---------------- | ------------ | -------------------- | ---------------- | ---------------- | --------------------- | ------- | ------ |
| Kanada  | kobiety     | Słowacja 18:0    | Szwajcaria 10:1  | Szwecja 13:1     | 1.           | N/A                  | N/A              | Finlandia 5:0    | Stany Zjednoczone 2:0 | złoto   | [ 31 ] |

Mężczyźni
- Patrice Bergeron, Dan Boyle, Martin Brodeur, Sidney Crosby, Drew Doughty, Ryan Getzlaf, Dany Heatley, Jarome Iginla, Duncan Keith, Roberto Luongo, Patrick Marleau, Brenden Morrow, Rick Nash, Scott Niedermayer, Corey Perry, Chris Pronger, Mike Richards, Brent Seabrook, Eric Staal, Joe Thornton, Jonathan Toews, Shea Weber

| Drużyna | Konkurencja | Faza grupowa     | Faza grupowa     | Faza grupowa          | Faza grupowa | Runda kwalifikacyjna | Ćwierćfinały     | Półfinały        | Finał                 | Pozycja | Źródło |
| Drużyna | Konkurencja | Przeciwnik Wynik | Przeciwnik Wynik | Przeciwnik Wynik      | Pozycja      | Przeciwnik Wynik     | Przeciwnik Wynik | Przeciwnik Wynik | Przeciwnik Wynik      | Pozycja | Źródło |
| ------- | ----------- | ---------------- | ---------------- | --------------------- | ------------ | -------------------- | ---------------- | ---------------- | --------------------- | ------- | ------ |
| Kanada  | mężczyźni   | Norwegia 8:0     | Szwajcaria 3:2   | Stany Zjednoczone 3:5 | 2.           | Niemcy 8:2           | Rosja 7:3        | Słowacja 3:2     | Stany Zjednoczone 3:2 | złoto   | [ 32 ] |

### Łyżwiarstwo figurowe
| Zawodniczka                | Konkurencja   | Taniec obowiązkowy | Taniec obowiązkowy | Krótki program/Taniec oryginalny | Krótki program/Taniec oryginalny | Program dowolny/Taniec dowolny | Program dowolny/Taniec dowolny | Suma   | Suma    | Źródło |
| Zawodniczka                | Konkurencja   | Punkty             | Miejsce            | Punkty                           | Miejsce                          | Punkty                         | Miejsce                        | Punkty | miejsce | Źródło |
| -------------------------- | ------------- | ------------------ | ------------------ | -------------------------------- | -------------------------------- | ------------------------------ | ------------------------------ | ------ | ------- | ------ |
| Joannie Rochette           | Solistki      | N/A                | N/A                | 71,36                            | 3.                               | 131,28                         | 3.                             | 202,64 | brąz    | [ 33 ] |
| Cynthia Phaneuf            | Solistki      | N/A                | N/A                | 57,16                            | 14.                              | 99,46                          | 13.                            | 156,62 | 12.     | [ 33 ] |
| atrick Chan                | Soliści       | N/A                | N/A                | 81,12                            | 7.                               | 160,30                         | 4.                             | 241,42 | 5.      | [ 34 ] |
| Vaughn Chipeur             | Soliści       | N/A                | N/A                | 57,22                            | 24.                              | 113,70                         | 21.                            | 170,92 | 23.     | [ 34 ] |
| Jessica Dubé Bryce Davison | Pary sportowe | N/A                | N/A                | 65,36                            | 6.                               | 121,75                         | 6.                             | 187,11 | 6.      | [ 35 ] |
| Anabelle Langlois Cody Hay | Pary sportowe | N/A                | N/A                | 62,20                            | 7.                               | 115,77                         | 9.                             | 179,97 | 9.      | [ 35 ] |
| Tessa Virtue Scott Moir    | Pary taneczne | 42,74              | 2.                 | 68,41                            | 1.                               | 110,42                         | 1.                             | 221,57 | złoto   | [ 36 ] |
| Vanessa Crone Paul Poirier | Pary taneczne | 31,14              | 15.                | 48,17                            | 17.                              | 85,29                          | 12.                            | 164,60 | 14.     | [ 36 ] |

### Łyżwiarstwo szybkie
| Zawodnik                 | Konkurencja     | Bieg 1 | Bieg 2 | Czas    | Miejsce | Źródło        |
| ------------------------ | --------------- | ------ | ------ | ------- | ------- | ------------- |
| Jamie Gregg              | 500 m mężczyzn  | 35,14  | 35,12  | 70,26   | 8.      | [ 37 ] [ 38 ] |
| Jeremy Wotherspoon       | 500 m mężczyzn  | 35,094 | 35,188 | 70,282  | 9.      | [ 37 ] [ 38 ] |
| Mike Ireland             | 500 m mężczyzn  | 35,38  | 35,25  | 70,63   | 16.     | [ 37 ] [ 38 ] |
| Kyle Parrott             | 500 m mężczyzn  | 35,577 | 35,757 | 71,344  | 21.     | [ 37 ] [ 38 ] |
| Denny Morrison           | 1000 m mężczyzn | N/A    | N/A    | 1:10,30 | 13.     | [ 39 ]        |
| Jeremy Wotherspoon       | 1000 m mężczyzn | N/A    | N/A    | 1:10,35 | 14.     | [ 39 ]        |
| François-Olivier Roberge | 1000 m mężczyzn | N/A    | N/A    | 1:10,75 | 20.     | [ 39 ]        |
| Kyle Parrott             | 1000 m mężczyzn | N/A    | N/A    | 1:10,89 | 24.     | [ 39 ]        |
| Denny Morrison           | 1500 m mężczyzn | N/A    | N/A    | 1:46,93 | 9.      | [ 40 ]        |
| Mathieu Giroux           | 1500 m mężczyzn | N/A    | N/A    | 1:47,62 | 14.     | [ 40 ]        |
| Lucas Makowsky           | 1500 m mężczyzn | N/A    | N/A    | 1:48,61 | 19.     | [ 40 ]        |
| Kyle Parrott             | 1500 m mężczyzn | N/A    | N/A    | 1:52,67 | 37.     | [ 40 ]        |
| Lucas Makowsky           | 5000 m mężczyzn | N/A    | N/A    | 6:28,71 | 13.     | [ 41 ]        |
| Denny Morrison           | 5000 m mężczyzn | N/A    | N/A    | 6:33,77 | 18.     | [ 41 ]        |
| Christine Nesbitt        | 500 m kobiet    | 38,88  | 38,69  | 77,57   | 10.     | [ 42 ] [ 43 ] |
| Shannon Rempel           | 500 m kobiet    | 39,35  | 39,47  | 78,82   | 27.     | [ 42 ] [ 43 ] |
| Anastasia Bucsis         | 500 m kobiet    | 39,879 | 39,876 | 79,755  | 34.     | [ 42 ] [ 43 ] |
| Christine Nesbitt        | 1000 m kobiet   | N/A    | N/A    | 1:16,56 | złoto   | [ 44 ]        |
| Kristina Groves          | 1000 m kobiet   | N/A    | N/A    | 1:16,78 | 4.      | [ 44 ]        |
| Shannon Rempel           | 1000 m kobiet   | N/A    | N/A    | 1:18,17 | 21.     | [ 44 ]        |
| Brittany Schussler       | 1000 m kobiet   | N/A    | N/A    | 1:18,31 | 25.     | [ 44 ]        |
| Kristina Groves          | 1500 m kobiet   | N/A    | N/A    | 1:57,14 | srebro  | [ 45 ]        |
| Christine Nesbitt        | 1500 m kobiet   | N/A    | N/A    | 1:58,33 | 6.      | [ 45 ]        |
| Cindy Klassen            | 1500 m kobiet   | N/A    | N/A    | 2:00,67 | 21.     | [ 45 ]        |
| Brittany Schussler       | 1500 m kobiet   | N/A    | N/A    | 2:04,17 | 35.     | [ 45 ]        |
| Kristina Groves          | 3000 m kobiet   | N/A    | N/A    | 4:04,84 | brąz    | [ 46 ]        |
| Clara Hughes             | 3000 m kobiet   | N/A    | N/A    | 4:06,01 | 5.      | [ 46 ]        |
| Cindy Klassen            | 3000 m kobiet   | N/A    | N/A    | 4:15,53 | 14.     | [ 46 ]        |
| Clara Hughes             | 5000 m kobiet   | N/A    | N/A    | 6:55,73 | brąz    | [ 47 ]        |
| Kristina Groves          | 5000 m kobiet   | N/A    | N/A    | 7:04,57 | 6.      | [ 47 ]        |
| Cindy Klassen            | 5000 m kobiet   | N/A    | N/A    | 7:22,09 | 12.     | [ 47 ]        |

| Zawodnik                                             | Konkurencja             | Ćwierćfinał       | Ćwierćfinał | Półfinał   | Półfinał | Finał             | Finał   | Pozycja | Źródło |
| Zawodnik                                             | Konkurencja             | Przeciwnik        | Czas        | Przeciwnik | Czas     | Przeciwnik        | Czas    | Pozycja | Źródło |
| ---------------------------------------------------- | ----------------------- | ----------------- | ----------- | ---------- | -------- | ----------------- | ------- | ------- | ------ |
| Mathieu Giroux Lucas Makowsky Denny Morrison         | bieg drużynowy mężczyzn | Włochy            | 3:42,38     | Norwegia   | 3:42,22  | Stany Zjednoczone | 3:41,37 | złoto   | [ 48 ] |
| Kristina Groves Christine Nesbitt Brittany Schussler | bieg drużynowy kobiet   | Stany Zjednoczone | 3:02,24     | NQ         | NQ       | Holandia          | 3:01,41 | 5.      | [ 49 ] |

### Narciarstwo alpejskie
| Zawodnik               | Konkurencja | Konkurencja | Konkurencja | Konkurencja | Konkurencja     | Konkurencja     | Konkurencja     | Konkurencja     | Konkurencja       | Konkurencja       | Konkurencja   | Konkurencja   | Konkurencja       | Konkurencja       | Konkurencja      | Konkurencja      | Źródło                                                         |
| Zawodnik               | Zjazd       | Zjazd       | Supergigant | Supergigant | Superkombinacja | Superkombinacja | Superkombinacja | Superkombinacja | Slalom gigant     | Slalom gigant     | Slalom gigant | Slalom gigant | Slalom specjalny  | Slalom specjalny  | Slalom specjalny | Slalom specjalny | Źródło                                                         |
| Zawodnik               | Czas        | Pozycja     | Czas        | Pozycja     | Zjazd           | Slalom          | Czas łączny     | Pozycja         | Czas 1. przejazdu | Czas 2. przejazdu | Czas łączny   | Pozycja       | Czas 1. przejazdu | Czas 2. przejazdu | Czas łączny      | Pozycja          | Źródło                                                         |
| ---------------------- | ----------- | ----------- | ----------- | ----------- | --------------- | --------------- | --------------- | --------------- | ----------------- | ----------------- | ------------- | ------------- | ----------------- | ----------------- | ---------------- | ---------------- | -------------------------------------------------------------- |
| Patrick Biggs          | —           | —           | —           | —           | —               | —               | —               | —               | 1:21,71           | 1:23,12           | 2:44,83       | 35.           | —                 | —                 | —                | —                | [ 50 ] [ 51 ] [ 52 ] [ 53 ] [ 54 ] [ 55 ] [ 56 ] [ 57 ] [ 58 ] |
| Julien Cousineau       | —           | —           | —           | —           | —               | —               | —               | —               | —                 | —                 | —             | —             | 49,59             | 51,07             | 1:40,66          | 8.               | [ 50 ] [ 51 ] [ 52 ] [ 53 ] [ 54 ] [ 55 ] [ 56 ] [ 57 ] [ 58 ] |
| Robbie Dixon           | —           | —           | DNF         | DNF         | —               | —               | —               | —               | 1:19,20           | 1:21,78           | 2:40,98       | 24.           | —                 | —                 | —                | —                | [ 50 ] [ 51 ] [ 52 ] [ 53 ] [ 54 ] [ 55 ] [ 56 ] [ 57 ] [ 58 ] |
| Jeffrey Frisch         | DNS         | DNS         | DNS         | DNS         | DNS             | DNS             | DNS             | DNS             | DNS               | DNS               | DNS           | DNS           | DNS               | DNS               | DNS              | DNS              | [ 50 ] [ 51 ] [ 52 ] [ 53 ] [ 54 ] [ 55 ] [ 56 ] [ 57 ] [ 58 ] |
| Erik Guay              | 1:54,64     | 5.          | 1:30,68     | 5.          | —               | —               | —               | —               | 1:19,38           | 1:20,25           | 2:39,63       | 16.           | —                 | —                 | —                | —                | [ 50 ] [ 51 ] [ 52 ] [ 53 ] [ 54 ] [ 55 ] [ 56 ] [ 57 ] [ 58 ] |
| Louis-Pierre Hélie     | —           | —           | —           | —           | 1:56,58         | 55,00           | 2:51,58         | 30.             | —                 | —                 | —             | —             | —                 | —                 | —                | —                | [ 50 ] [ 51 ] [ 52 ] [ 53 ] [ 54 ] [ 55 ] [ 56 ] [ 57 ] [ 58 ] |
| Jan Hudec              | 1:56,19     | 25.         | 1:32,09     | 23.         | —               | —               | —               | —               | —                 | —                 | —             | —             | —                 | —                 | —                | —                | [ 50 ] [ 51 ] [ 52 ] [ 53 ] [ 54 ] [ 55 ] [ 56 ] [ 57 ] [ 58 ] |
| Michael Janyk          | —           | —           | —           | —           | 1:59,75         | 51,02           | 2:5,77          | 26.             | —                 | —                 | —             | —             | 49,18             | 51,91             | 1:41,09          | 13.              | [ 50 ] [ 51 ] [ 52 ] [ 53 ] [ 54 ] [ 55 ] [ 56 ] [ 57 ] [ 58 ] |
| Tyler Nella            | —           | —           | —           | —           | 1:56,60         | 56,05           | 2:52,65         | 32.             | —                 | —                 | —             | —             | —                 | —                 | —                | —                | [ 50 ] [ 51 ] [ 52 ] [ 53 ] [ 54 ] [ 55 ] [ 56 ] [ 57 ] [ 58 ] |
| Manuel Osborne-Paradis | 1:55,44     | 17.         | DNF         | DNF         | —               | —               | —               | —               | —                 | —                 | —             | —             | —                 | —                 | —                | —                | [ 50 ] [ 51 ] [ 52 ] [ 53 ] [ 54 ] [ 55 ] [ 56 ] [ 57 ] [ 58 ] |
| Ryan Semple            | —           | —           | —           | —           | 1:56,13         | 52,13           | 2:48,26         | 15.             | —                 | —                 | —             | —             | —                 | —                 | —                | —                | [ 50 ] [ 51 ] [ 52 ] [ 53 ] [ 54 ] [ 55 ] [ 56 ] [ 57 ] [ 58 ] |
| Brad Spence            | —           | —           | —           | —           | —               | —               | —               | —               | 1:20,61           | 1:25,63           | 2:46,24       | 42.           | DNF               | DNF               | DNF              | DNF              | [ 50 ] [ 51 ] [ 52 ] [ 53 ] [ 54 ] [ 55 ] [ 56 ] [ 57 ] [ 58 ] |
| Trevor White           | —           | —           | —           | —           | —               | —               | —               | —               | —                 | —                 | —             | —             | 49,53             | 57,64             | 1:47,47          | 31.              | [ 50 ] [ 51 ] [ 52 ] [ 53 ] [ 54 ] [ 55 ] [ 56 ] [ 57 ] [ 58 ] |
| Brigitte Acton         | —           | —           | —           | —           | —               | —               | —               | —               | —                 | —                 | —             | —             | 52,11             | 53,82             | 1:45,93          | 17.              | [ 50 ] [ 51 ] [ 52 ] [ 53 ] [ 54 ] [ 55 ] [ 56 ] [ 57 ] [ 58 ] |
| Emily Brydon           | 1:47,88     | 16.         | DNF         | DNF         | 1:26,49         | 46,27           | 2:12,78         | 14.             | —                 | —                 | —             | —             | —                 | —                 | —                | —                | [ 50 ] [ 51 ] [ 52 ] [ 53 ] [ 54 ] [ 55 ] [ 56 ] [ 57 ] [ 58 ] |
| Marie-Michele Gagnon   | —           | —           | —           | —           | —               | —               | —               | —               | 1:17,41           | 1:11,48           | 2:28,89       | 21.           | 55,64             | 53,87             | 1:49,51          | 31.              | [ 50 ] [ 51 ] [ 52 ] [ 53 ] [ 54 ] [ 55 ] [ 56 ] [ 57 ] [ 58 ] |
| Anna Goodman           | —           | —           | —           | —           | —               | —               | —               | —               | —                 | —                 | —             | —             | 53,01             | 53,03             | 1:46,04          | 19.              | [ 50 ] [ 51 ] [ 52 ] [ 53 ] [ 54 ] [ 55 ] [ 56 ] [ 57 ] [ 58 ] |
| Britt Janyk            | 1:46,21     | 6.          | 1:22,89     | 17.         | —               | —               | —               | —               | 1:18,13           | 1:11,66           | 2:29,79       | 25.           | —                 | —                 | —                | —                | [ 50 ] [ 51 ] [ 52 ] [ 53 ] [ 54 ] [ 55 ] [ 56 ] [ 57 ] [ 58 ] |
| Erin Mielzynski        | —           | —           | —           | —           | —               | —               | —               | —               | —                 | —                 | —             | —             | 52,60             | 53,49             | 1:46,09          | 20.              | [ 50 ] [ 51 ] [ 52 ] [ 53 ] [ 54 ] [ 55 ] [ 56 ] [ 57 ] [ 58 ] |
| Marie-Pier Préfontaine | —           | —           | —           | —           | —               | —               | —               | —               | 1:18,01           | 1:12,50           | 2:30,51       | 29.           | —                 | —                 | —                | —                | [ 50 ] [ 51 ] [ 52 ] [ 53 ] [ 54 ] [ 55 ] [ 56 ] [ 57 ] [ 58 ] |
| Shona Rubens           | 1:48,53     | 21.         | DNF         | DNF         | 1:26,90         | 45,68           | 2:12,58         | 15.             | 1:17,38           | 1:12,87           | 2:30,25       | 28.           | —                 | —                 | —                | —                | [ 50 ] [ 51 ] [ 52 ] [ 53 ] [ 54 ] [ 55 ] [ 56 ] [ 57 ] [ 58 ] |
| Georgia Simmerling     | DNS         | DNS         | 1:25,21     | 27.         | DNS             | DNS             | DNS             | DNS             | DNS               | DNS               | DNS           | DNS           | DNS               | DNS               | DNS              | DNS              | [ 50 ] [ 51 ] [ 52 ] [ 53 ] [ 54 ] [ 55 ] [ 56 ] [ 57 ] [ 58 ] |

### Narciarstwo dowolne
Skoki akrobatyczne
| Zawodnicy        | Konkurencja | Kwalifikacje | Kwalifikacje | Kwalifikacje | Kwalifikacje | Kwalifikacje | Kwalifikacje | Finał  | Finał   | Finał  | Finał   | Finał   | Finał   | Źródło        |
| Zawodnicy        | Konkurencja | Skok 1       | Skok 1       | Skok 2       | Skok 2       | Łącznie      | Łącznie      | Skok 1 | Skok 1  | Skok 2 | Skok 2  | Łącznie | Łącznie | Źródło        |
| Zawodnicy        | Konkurencja | Punkty       | Miejsce      | Punkty       | Miejsce      | Punkty       | Miejsce      | Punkty | Miejsce | Punkty | Miejsce | Punkty  | Miejsce | Źródło        |
| ---------------- | ----------- | ------------ | ------------ | ------------ | ------------ | ------------ | ------------ | ------ | ------- | ------ | ------- | ------- | ------- | ------------- |
| Warren Shouldice | mężczyźni   | 122,79       | 5.           | 113,14       | 10.          | 235,93       | 6.           | 94,03  | 10.     | 129,27 | 1.      | 223,30  | 10.     | [ 60 ] [ 61 ] |
| Steve Omischl    | mężczyźni   | 116,15       | 9.           | 117,73       | 8.           | 233,88       | 8.           | 112,39 | 9.      | 121,27 | 7.      | 233,66  | 8.      | [ 60 ] [ 61 ] |
| Kyle Nissen      | mężczyźni   | 123,75       | 3.           | 109,96       | 14.          | 233,71       | 9.           | 126,92 | 1.      | 112,39 | 11.     | 239,31  | 5.      | [ 60 ] [ 61 ] |
| Veronika Bauer   | kobiety     | 94,47        | 3.           | 65,99        | 17.          | 160,46       | 15.          | NQ     | NQ      | NQ     | NQ      | NQ      | NQ      | [ 62 ] [ 63 ] |

Jazda po muldach
| Zawodnik                  | Konkurencja | Kwalifikacje | Kwalifikacje | Kwalifikacje | Kwalifikacje | Kwalifikacje | Kwalifikacje | Finał | Finał  | Finał  | Finał  | Finał   | Finał   | Źródło        |
| Zawodnik                  | Konkurencja | Czas         | Punkty       | Punkty       | Punkty       | Punkty       | Miejsce      | Czas  | Punkty | Punkty | Punkty | Punkty  | Miejsce | Źródło        |
| Zawodnik                  | Konkurencja | Czas         | Skręty       | Skoki        | Czas         | Łącznie      | Miejsce      | Czas  | Skręty | Skoki  | Czas   | Łącznie | Miejsce | Źródło        |
| ------------------------- | ----------- | ------------ | ------------ | ------------ | ------------ | ------------ | ------------ | ----- | ------ | ------ | ------ | ------- | ------- | ------------- |
| Alexandre Bilodeau        | mężczyźni   | 23,35        | 13,5         | 5,26         | 6,72         | 25,48        | 2.           | 23,17 | 14,1   | 5,44   | 7,21   | 26,75   | złoto   | [ 64 ] [ 65 ] |
| Maxime Gingras            | mężczyźni   | 24,06        | 12,7         | 4,88         | 6,79         | 24,37        | 6.           | 23,40 | 12,0   | 5,03   | 7,10   | 24,13   | 11.     | [ 64 ] [ 65 ] |
| Pierre-Alexandre Rousseau | mężczyźni   | 24,25        | 12,9         | 4,76         | 6,70         | 24,36        | 7.           | 23,88 | 13,9   | 5,05   | 6,88   | 25,83   | 5.      | [ 64 ] [ 65 ] |
| Vincent Marquis           | mężczyźni   | 24,28        | 12,5         | 4,52         | 6,69         | 23,71        | 13.          | 23,10 | 13,6   | 5,04   | 7,24   | 25,88   | 4.      | [ 64 ] [ 65 ] |
| Jennifer Heil             | kobiety     | 28,69        | 13,7         | 5,10         | 6,70         | 25,50        | 2.           | 27,91 | 13,7   | 4,98   | 7,01   | 25,69   | srebro  | [ 66 ] [ 67 ] |
| Kristi Richards           | kobiety     | 29,11        | 13,0         | 5,10         | 6,53         | 24,63        | 4.           | DNF   | 1,6    | 2,76   | 0,00   | 4,36    | 20.     | [ 66 ] [ 67 ] |
| Chloé Dufour-Lapointe     | kobiety     | 30,02        | 12,2         | 5,36         | 6,18         | 23,74        | 9.           | 29,87 | 12,7   | 4,93   | 6,24   | 23,87   | 5.      | [ 66 ] [ 67 ] |

Skicross
| Zawodnicy             | Konkurencja       | Rozstawienie | Rozstawienie | 1/8 finału | Ćwierćfinał | Półfinał | Finał   | Finał   | Źródło        |
| Zawodnicy             | Konkurencja       | Czas         | Miejsce      | Pozycja    | Pozycja     | Pozycja  | Pozycja | Miejsce | Źródło        |
| --------------------- | ----------------- | ------------ | ------------ | ---------- | ----------- | -------- | ------- | ------- | ------------- |
| Christopher Del Bosco | skicross mężczyzn | 1:12,89      | 2.           | 1.         | 1.          | 2.       | DNF     | 4.      | [ 68 ] [ 69 ] |
| Stanley Hayer         | skicross mężczyzn | 1:13,74      | 10.          | 2.         | 4.          | NQ       | NQ      | 10.     | [ 68 ] [ 69 ] |
| Davey Barr            | skicross mężczyzn | 1:14,98      | 25.          | 2.         | 2.          | 3.       | 2.      | 6.      | [ 68 ] [ 69 ] |
| Ashleigh McIvor       | skicross kobiet   | 1:17,17      | 2.           | 1.         | 1.          | 2.       | 1.      | złoto   | [ 70 ] [ 71 ] |
| Kelsey Serwa          | skicross kobiet   | 1:17,94      | 4.           | 1.         | 1.          | 3.       | 1.      | 5.      | [ 70 ] [ 71 ] |
| Danielle Poleschuk    | skicross kobiet   | 1:19,02      | 10.          | 3.         | NQ          | NQ       | NQ      | 19.     | [ 70 ] [ 71 ] |
| Julia Murray          | skicross kobiet   | 1:19,54      | 14.          | 2.         | 4.          | NQ       | NQ      | 12.     | [ 70 ] [ 71 ] |

### Saneczkarstwo
Mężczyźni
- Jeffrey Christie

jedynki - 14. miejsce
- Ian Cockerline

jedynki - 20. miejsce
- Samuel Edney

jedynki - 7. miejsce
- Mike Moffat
Chris Moffat

dwójki - 7. miejsce
- Justin Snith
Tristan Walker

dwójki - 15. miejsce
Kobiety
- Alex Gough

jedynki - 18. miejsce
- Regan Lauscher

jedynki - 15. miejsce
- Meaghan Simister

jedynki - 25. miejsce

### Short track
Kobiety
- Jessica Gregg

500 m - 4. miejsce
1000 m – 6. miejsce
- Valérie Maltais

1500 m - 14. miejsce
- Kalyna Roberge

500 m – 6. miejsce
1000 m – 5. miejsce
1500 m - 13. miejsce
- Marianne St-Gelais

500 m – 
- Tania Vicent

1000 m - 17. miejsce
1500 m - 8. miejsce
- Jessica Gregg
Kalyna Roberge
Marianne St-Gelais
Tania Vicent

sztafeta – 
Mężczyźni
- Guillaume Bastille

1500 m − DNF
- Charles Hamelin

500 m – 
1000 m - 4. miejsce
1500 m - 7. miejsce
- François Hamelin

1000 m – 5. miejsce
- Olivier Jean

500 m - 9. miejsce
1500 m - 4. miejsce
- François-Louis Tremblay

500 m – 
- François-Louis Tremblay
Charles Hamelin
François Hamelin
Guillaume Bastille
Olivier Jean

sztafeta – 

### Skeleton
Kobiety
- Amy Gough − DNF
- Mellisa Hollingsworth – 5. miejsce
- Michelle Kelly – 9. miejsce

Mężczyźni
- Mike Douglas – 4. miejsce
- Jon Montgomery –
- Jeff Pain – 4. miejsce

### Skoki narciarskie
Mężczyźni
- Mackenzie Boyd-Clowes

Skocznia normalna - 44. miejsce
Skocznia duża - 45. miejsce
- Eric Mitchell

Skocznia normalna - 49. miejsce
Skocznia duża - 51. miejsce
- Trevor Morrice

Skocznia normalna - 46. miejsce
Skocznia duża - 49. miejsce
- Stefan Read

Skocznia normalna - 47. miejsce
Skocznia duża - 46. miejsce
- Mackenzie Boyd-Clowes
Trevor Morrice
Eric Mitchell
Stefan Read

drużynowo - 12. miejsce

### Snowboard
Mężczyźni
- Jasey-Jay Anderson

gigant równoległy – 
- Jeffrey Batchelor

halfpipe - 32. miejsce
- François Boivin

snowboardcross - 12. miejsce
- Robert Fagan

snowboardcross – 5. miejsce
- Michael Lambert

gigant równoległy - 12. miejsce
- Justin Lamoureux

halfpipe - 7. miejsce
- Brad Martin

halfpipe - 23. miejsce
- Matthew Morison

gigant równoległy - 11. miejsce
- Andrew Neilson

snowboardcross - 11. miejsce
- Mike Robertson

snowboardcross – 
Kobiety
- Caroline Calvé

gigant równoległy - 20. miejsce
- Sarah Conrad

halfpipe - 18. miejsce
- Alexa Loo

gigant równoległy - 12. miejsce
- Dominique Maltais

snowboardcross - 20. miejsce
- Mercedes Nicoll

halfpipe – 6. miejsce
- Maëlle Ricker

snowboardcross – 
- Palmer Taylor

halfpipe - 26. miejsce
- Kimiko Zakreski

gigant równoległy - 29. miejsce